# Маркона
Маркона (исп. Marcona), также известная как Сан-Хуан-де-Маркона (исп. San Juan de Marcona), — административный центр одноимённого округа провинции Наска в регионе Ика (Перу). Он представляет собой шахтёрский, торговый, портовый и рыбацкий город с населением около 20 000 жителей. Маркона известна как «железная столица» и место гнездования пингвинов Гумбольдта на перуанском побережье.

## Описание
Маркона начала развиваться во второй половине XX века (после 1952 года), когда здесь впервые было найдено месторождение железной руды и построен порт Сан-Хуан американской горнодобывающей компанией «Marcona Mining Company». Но по данным археологических находок в районах Сан-Николаса и Сан-Фернандо можно сделать предположение о присутствии древних перуанцев в этих пустынных районах.
Маркона также стала свидетельницей множества морских катастроф, начиная с крушения BAP Rimac в 1855 году. Тогда погибло более 500 человек, в то время как выжить удалось лишь около 20, включая перуанского писателя Рикардо Пальму. 30 лет спустя бригантина «Италия» пропала в этом районе.
В 1870 году итальянец Антонио Раймонди опубликовал сообщение о существовании месторождения железа на равнинах Марконы. Годы спустя, в 1915 году, под руководством местного пастора Хусто были проведены первые исследования этой зоны. Он повёл группу исследователей к равнинам, где, как предполагалось, должно было находиться железо. В 1925 году президент Перу Аугусто Легия объявило о Марконе как о национальном резерве, позволив будущую эксплуатацию её недр.
В течение первых десятилетий XX века различные рыбаки из Писко и Кальяо прибывали в Маркону, привлечённые обилием рыбы и морепродуктов, которые были найдены в заливах Сан-Николас и Сан-Хуан. Эти люди дали начало маленьким рыбацким бухтам, которые существуют и поныне.
В 1943 году перуанские власти создали «Corporación Peruana del Santa» для разработки запасов угля и железа. Это привело к созданию металлургического завода в Чимботе (Перу). Впоследствии, уже при наличии доказательств огромных запасов железа в Марконе, группа американских компаний (в том числе из штата Юта) образовала североамериканскую горнодобывающую компанию «Marcona Mining Company», положив начало формированию небольшого горного лагеря вокруг порта Сан-Хуан.
Основными предприятиями в районе Марконы являются шахта Маркона и открытый железный рудник, приобретнный в 1992 году «Shougang Corporation», государственной китайской корпорацией, ведущей бизнес на местном уровне как «Shougang Hiero Peru».
Маркона — самый северный из трёх портов, составляющих перуанский терминал Межокеанской магистрали, строещейся для того, чтобы связать штат Акри, расположенный в бассейне Амазонки в Бразилии через Анды с Тихим океаном.
В окрестностях города располагается аэропорт Сан-Хуан-де-Маркона.